# Morti nel 1970/Luglio
| Questa pagina contiene informazioni ricavate automaticamente dalle voci biografiche con l'ausilio del template Bio e di un bot. L'aggiornamento è periodico e automatico e ricostruisce completamente la pagina. Se manca una persona in questa lista, sei pregato di non aggiungerla, ma accertati piuttosto che la sua voce biografica contenga il template Bio e che i dati anagrafici siano correttamente compilati. Se il template Bio manca, inseriscilo tu stesso o, in alternativa, metti l'avviso {{tmp\|Bio}} che ne segnala la mancanza. Se i dati riportati sono sbagliati, correggi direttamente la voce biografica; le modifiche saranno visibili in questa lista entro pochi giorni. Per chiarimenti vedi il progetto biografie. La lista contiene solo le 104 persone che sono citate nell'enciclopedia e per le quali è stato implementato correttamente il template Bio. Pagina aggiornata al 3 mar 2024. |

- 1º luglio - Rino Alessi, giornalista, scrittore e saggista italiano (n. 1885)
- 1º luglio - Franz Islacker, calciatore tedesco (n. 1926)
- 1º luglio - Alceo Negri, politico italiano (n. 1909)
- 2 luglio - Osiride Brovedani, imprenditore e filantropo italiano (n. 1893)
- 2 luglio - Alice Cocéa, attrice e cantante francese (n. 1899)
- 2 luglio - Philipp Müller-Gebhard, generale tedesco (n. 1889)
- 3 luglio - Ezio Borgo, calciatore italiano (n. 1907)
- 3 luglio - Ferdinando Danesi, poliziotto italiano (n. 1927)
- 3 luglio - Van Cleave, compositore statunitense (n. 1910)
- 4 luglio - Giovanni Biamonti, musicologo italiano (n. 1889)
- 4 luglio - Jack Bowers, calciatore inglese (n. 1908)
- 4 luglio - Ercolano Ercolani, aviatore e militare italiano (n. 1908)
- 4 luglio - Barnett Newman, pittore e scultore statunitense (n. 1905)
- 4 luglio - Karel Sokolář, calciatore cecoslovacco (n. 1907)
- 5 luglio - Ralph Leo Hayes, vescovo cattolico statunitense (n. 1884)
- 5 luglio - Eb van der Kluft, calciatore olandese (n. 1889)
- 5 luglio - André Philip, politico e economista francese (n. 1902)
- 6 luglio - Arthur Herbert Copeland, matematico statunitense (n. 1898)
- 6 luglio - Violet Horner, attrice statunitense (n. 1892)
- 6 luglio - Ivan Karpov, pittore russo (n. 1898)
- 6 luglio - Marjorie Rambeau, attrice statunitense (n. 1889)
- 7 luglio - Vitale Bramani, imprenditore e alpinista italiano (n. 1900)
- 7 luglio - Karl Haas, musicista, musicologo e direttore d'orchestra tedesco (n. 1900)
- 7 luglio - Hein Heckroth, scenografo e costumista tedesco (n. 1901)
- 7 luglio - Laura Knight, pittrice inglese (n. 1877)
- 7 luglio - Chet Stratton, attore statunitense (n. 1910)
- 7 luglio - Tomu Uchida, regista giapponese (n. 1898)
- 10 luglio - Bjarni Benediktsson, politico islandese (n. 1908)
- 10 luglio - Félix Gaillard, politico francese (n. 1909)
- 10 luglio - Vincenzo Giacotto, dirigente sportivo italiano (n. 1923)
- 10 luglio - Thomas Bahnson Stanley, politico statunitense (n. 1890)
- 11 luglio - André Lurçat, architetto e designer francese (n. 1894)
- 11 luglio - Agustín Muñoz Grandes, politico e generale spagnolo (n. 1896)
- 11 luglio - Jim Weaver, allenatore di pallacanestro statunitense (n. 1903)
- 11 luglio - Sonny Wood, cestista statunitense (n. 1922)
- 12 luglio - Giovanni Maver, slavista italiano (n. 1891)
- 12 luglio - Béla Rebró, calciatore e allenatore di calcio ungherese (n. 1901)
- 12 luglio - Georg Umbenhauer, ciclista su strada e pistard tedesco (n. 1912)
- 13 luglio - Roger Edens, compositore statunitense (n. 1905)
- 13 luglio - John Edward Mellish, astronomo statunitense (n. 1886)
- 13 luglio - Klara Milch, nuotatrice austriaca (n. 1891)
- 13 luglio - Arthur C. Miller, direttore della fotografia statunitense (n. 1895)
- 13 luglio - Adolfo Quintieri, avvocato e politico italiano (n. 1887)
- 13 luglio - Sheng Shicai, generale e politico cinese (n. 1897)
- 14 luglio - Nicholas Beaman, pallanuotista britannico (n. 1897)
- 14 luglio - Preston Foster, attore e cantante statunitense (n. 1900)
- 14 luglio - Fritz Grüneisen, calciatore svizzero (n. 1906)
- 14 luglio - Luis Mariano, tenore e attore spagnolo (n. 1914)
- 15 luglio - Eric Berne, psicologo canadese (n. 1910)
- 15 luglio - Franco Bodrero, ciclista su strada italiano (n. 1943)
- 15 luglio - Leslie Fry, saggista e agente segreto statunitense (n. 1882)
- 15 luglio - Herbert Huber, sciatore alpino austriaco (n. 1944)
- 15 luglio - Frits Lugt, collezionista d'arte e storico dell'arte olandese (n. 1884)
- 15 luglio - George Mills, calciatore britannico (n. 1908)
- 15 luglio - Almada Negreiros, pittore e poeta portoghese (n. 1893)
- 16 luglio - Giovanni Cerri, poeta italiano (n. 1900)
- 16 luglio - Eucardio Momigliano, giornalista, politico e storico italiano (n. 1888)
- 16 luglio - Frank Nelson, astista statunitense (n. 1887)
- 17 luglio - Juan Botella, tuffatore messicano (n. 1941)
- 17 luglio - Juano Hernández, attore portoricano (n. 1896)
- 17 luglio - François de Geoffre, aviatore, militare e scrittore francese (n. 1917)
- 18 luglio - Clifford Chilcott, lottatore canadese (n. 1898)
- 19 luglio - Henri Lauvaux, mezzofondista francese (n. 1900)
- 19 luglio - Panagiōtīs Pipinelīs, politico e diplomatico greco (n. 1899)
- 20 luglio - Egon Eiermann, architetto tedesco (n. 1904)
- 20 luglio - William Ogilvy Kermack, biochimico scozzese (n. 1898)
- 20 luglio - Ernst Krebs, canoista tedesco (n. 1906)
- 20 luglio - Jindřich Šoltys, allenatore di calcio e calciatore cecoslovacco (n. 1902)
- 21 luglio - Bob Kalsu, giocatore di football americano statunitense (n. 1945)
- 22 luglio - Antonio Carminati, architetto italiano (n. 1894)
- 22 luglio - Gaetano Del Pezzo, calciatore, dirigente sportivo e arbitro di calcio italiano (n. 1892)
- 22 luglio - Charles Inaebnit, calciatore svizzero (n. 1886)
- 22 luglio - Fritz Kortner, attore, regista e sceneggiatore austriaco (n. 1892)
- 22 luglio - Maria Giovanna Albertoni Pirelli, filantropa italiana (n. 1915)
- 23 luglio - Andre Lucas, militare statunitense (n. 1930)
- 23 luglio - Leith Stevens, compositore, musicista e direttore d'orchestra statunitense (n. 1909)
- 24 luglio - Pietro Lombari, politico italiano (n. 1902)
- 24 luglio - Pёtr Repnin, attore sovietico (n. 1894)
- 25 luglio - Amadeo Bordiga, politico, giornalista e rivoluzionario italiano (n. 1889)
- 25 luglio - Franco Corradi, carabiniere italiano (n. 1943)
- 25 luglio - Carl Martin Norberg, ginnasta svedese (n. 1886)
- 26 luglio - Claud Allister, attore britannico (n. 1888)
- 27 luglio - Paul Armengaud, generale francese (n. 1879)
- 27 luglio - Vittorio Galluzzi, avvocato e politico italiano (n. 1901)
- 27 luglio - Charles Lelong, velocista francese (n. 1891)
- 27 luglio - Romolo Parboni, pugile italiano (n. 1900)
- 27 luglio - António de Oliveira Salazar, politico e economista portoghese (n. 1889)
- 28 luglio - Glauco Lombardi, antiquario e giornalista italiano (n. 1881)
- 28 luglio - Mario Salfi, zoologo, biologo e entomologo italiano (n. 1900)
- 29 luglio - John Barbirolli, direttore d'orchestra britannico (n. 1899)
- 29 luglio - Albert Beuchat, calciatore svizzero (n. 1890)
- 29 luglio - Carlo De Vecchi, calciatore italiano (n. 1895)
- 29 luglio - Stanley Edgar Hyman, critico letterario statunitense (n. 1919)
- 29 luglio - Frankie Lee, attore statunitense (n. 1911)
- 29 luglio - Ionel Perlea, direttore d'orchestra e compositore rumeno (n. 1900)
- 29 luglio - Giulia Veronesi, storica dell'architettura e traduttrice italiana (n. 1906)
- 30 luglio - Dan A. Kimball, politico statunitense (n. 1896)
- 30 luglio - Maud Lewis, pittrice canadese (n. 1903)
- 30 luglio - George Szell, direttore d'orchestra e compositore ungherese (n. 1897)
- 31 luglio - Mimì Aguglia, attrice italiana (n. 1884)
- 31 luglio - Jimmy Conzelman, giocatore di football americano e allenatore di football americano statunitense (n. 1898)
- 31 luglio - Nicholas Minorsky, ingegnere e matematico statunitense (n. 1885)
- 31 luglio - André Mourlon, velocista francese (n. 1903)
- 31 luglio - John Postley, cestista statunitense (n. 1940)